# Meir Jacob Kister
Meir Jacob Kister (hebräisch מאיר יעקב קיסטר‎; * 16. Januar 1914 in Mościska, Galizien; † 16. August 2010 in Jerusalem) war ein aus Polen stammender israelischer Arabist.
Kister wuchs in einer religiösen jüdischen Familie auf, die großen Wert auf Bildung legte. Sein Bruder Jizchak Kister (1905–1999) wurde Richter in Israel. Meir Kister besuchte das Gymnasium in Sanok und das hebräische Gymnasium in Przemyśl. 1932 begann er ein Jura-Studium an der Universität Lemberg, zog 1933 jedoch nach Warschau, wo er im Verlagswesen arbeitete. 1939 emigrierte er nach Palästina, seine Eltern blieben in Polen und wurden Opfer des Holocaust. An der Hebräischen Universität in Jerusalem studierte er Arabisch, u. a. bei David Hartwig Baneth und Shlomo Dov Goitein. Von 1945 bis 1946 arbeitete er kurzzeitig als Presseattaché an der polnischen Botschaft in Beirut. Von 1946 bis 1958 unterrichtete er an einer Schule in Haifa Arabisch.
Daneben führte er seine Studien weiter, erhielt 1949 den M.A. und wurde 1964 promoviert. Seit 1958 lehrte er an der Hebräischen Universität, wo er ab 1964 als Senior Lecturer und von 1970 bis zu seiner Emeritierung 1983 als  Professor wirkte. Er gehört zu den Begründern der Arabischen Abteilungen an den Universitäten Tel Aviv (1969) und Haifa.
Kister gilt als Paradebeispiel der israelischen Orientalistik und des israelischen Orientalismus, die Arabisch rein passiv, wie eine tote Sprache behandeln; Kister wird in diesem Sinne folgendes Zitat zugeschrieben: „Wenn Sie Arabisch sprechen lernen wollen, dann gehen Sie zu Berlitz.“
Seit 1975 war Kister Mitglied der Israelischen Akademie der Wissenschaften, seit 1984 korrespondierendes Mitglied der Bayerischen Akademie der Wissenschaften. 1981 erhielt er den Israel-Preis, 1988 den Rothschild-Preis.
Er ist der Vater des Bibelwissenschaftlers Menahem Kister.